# Trường Đại học Tây Đô

Trường Đại học Tây Đô

Trường Đại học Tây Đô (tiếng Anh: Tay Do University) là một trường đại học tư thục được thành lập theo quyết định số 54/QĐ-TTg của Thủ tướng chính phủ ký ngày 9 tháng 3 năm 2006.

## Giới thiệu
Đầu năm 2004, một số người có tâm huyết về sự nghiệp giáo dục đến từ Thành phố Hồ Chí Minh và nguyên là cán bộ lãnh đạo Cần Thơ đã cùng bàn bạc kế hoạch thành lập một trường đại học tại thành phố Cần Thơ nhằm góp phần đào tạo nhân lực cho khu vực và địa phương. Sau khi phân tích, đánh giá nhu cầu đào tạo nhân lực hiện tại và tương lai của Khu vực Đồng bằng sông Cửu Long và Cần Thơ, hội nghị đã nhất trí thành lập một trường đại học và lấy tên là Trường Đại học Tây Đô và đã đề cử Hội đồng sáng lập gồm có tám người. Trong đó, Ông Lư Văn Điền làm Chủ tịch, ông Nguyễn Tiến Dũng, ông Nguyễn Tấn Lập làm Phó Chủ tịch và ông Nguyễn Phước Quý Quang phụ trách Thư ký Hội đồng.
Sau hơn hai năm khẩn trương xúc tiến các thủ tục, Trường Đại học Tây Đô chính thức được thành lập vào ngày 9/03/2006  theo Quyết định số 54/2006/QĐ-TTg của Thủ tướng Chính phủ, Trường Đại học Tây Đô trở thành trường đại học tư thục đầu tiên của khu vực Đồng bằng sông Cửu Long.
Hiện nay, thành phố Cần Thơ và vùng Đồng bằng sông Cửu Long đang đẩy mạnh chuyển dịch cơ cấu kinh tế từ nông nghiệp theo hướng công nghiệp, xây dựng, thương mại, dịch vụ và du lịch. Trường Đại học Tây Đô được Bộ Giáo dục và Đào tạo giao những ngành đào tạo trọng điểm của vùng theo yêu cầu chuyển dịch kinh tế nói trên và những ngành xã hội có nhu cầu, những ngành thuộc các lĩnh vực ưu tiên chẳng hạn như: Du lịch, Xây dựng công trình, Công nghệ thông tin, Kỹ thuật điện – điện tử, Nuôi trồng thủy sản, Ngoại ngữ, Việt Nam học, Tài chính – Ngân hàng, Kế toán, Quản trị kinh doanh – Marketing… phần nào đã đáp ứng được mục tiêu "Đào tạo nguồn nhân lực cho vùng Đồng bằng sông Cửu Long nói chung và thành phố Cần Thơ nói riêng; Đào tạo theo nhu cầu xã hội" mà Nhà trường đã và đang nỗ lực để đạt được những kết quả ngày càng cao hơn.

## Chất lượng đào tạo
Trường được Trung tâm Kiểm định chất lượng giáo dục, ĐH Quốc gia Hà Nội đã ký ban hành giấy chứng nhận đạt tiêu chuẩn chất lượng giáo dục vào ngày 30 tháng 3 năm 2018. Kết quả khảo sát, thẩm định cho thấy, trường Đại học Tây Đô có 82% tiêu chí đạt yêu cầu.

### Đội ngũ giảng viên
Tính đến tháng 3 năm 2017, trường có 612 giảng viên. Trong đó có 3 giáo sư, 9 phó giáo sư, 25 tiến sĩ, 259 thạc sĩ và 176 giảng viên có trình độ đại học.

### Cơ sở vật chất
- Diện tích phòng học: 22.500 m2.
- Số phòng học: 90 phòng học.
- Thư viện: diện tích 2.530 m2.
- Phòng thí nghiệm: diện tích 3.720 m2 với 31 phòng thí nghiệm chuyên dụng.

## Hiệu phó và hiệu trưởng
Hiệu trưởng
GS.TS.TTƯT. Trần Công Luận.
Hiệu phó
LS.TS. Nguyễn Tiến Dũng.
NGƯT.PGS.TS. Võ Khắc Thường.
TS. Nguyễn Phước Quý Quang.
TS. Nguyễn Ngọc Minh.

## Đào tạo

### Tiến sĩ
1. Quản trị kinh doanh

### Thạc sĩ
1. Dược lý và dược lâm sàng
2. Luật kinh tế
3. Quản trị dịch vụ du lịch và lữ hành
4. Quản trị kinh doanh
5. Kế toán
6. Tài chính - Ngân hàng

### Đại học
| STT | Mã Xét Tuyển | Tên Mã Xét Tuyển                       | Tổ Hợp Môn Tuyển Sinh |
| --- | ------------ | -------------------------------------- | --- |
| 1   | 7720201      | Dược học                               | Toán - Vật lí - Hóa học (A00) Toán - Hóa học - Sinh học (B00) Toán - Hóa học - Tiếng Anh (D07) Ngữ Văn - Toán - Hóa học (C02) Toán - Sinh học - Tiếng Anh (D08) Toán - Vật lí - Sinh học (A02) |
| 2   | 7720301      | Điều dưỡng                             | Toán - Vật lí - Sinh học (A02) Toán - Hóa học - Sinh học (B00) Toán - Sinh học - Tiếng Anh (D08) Toán - Sinh học - Ngữ văn (B03) Toán - Vật lí - Hóa học (A00) |
| 3   | 7720401      | Dinh dưỡng                             | Toán - Vật lí - Hóa học (A00) Toán - Hóa học - Sinh học (B00) Toán - Hóa học - Tiếng Anh (D07) Toán - Sinh học - Tiếng Anh (D08) |
| 4   | 7380107      | Luật kinh tế                           | Ngữ văn - Lịch sử - Địa lí (C00) Ngữ văn - Lịch sử - Tiếng Anh (D14) Toán - Giáo dục công dân - Tiếng Anh (D84) Ngữ văn - Giáo dục công dân - Tiếng Anh (D66) Ngữ văn - Toán - Tiếng Anh (D01) Toán- Giáo dục kinh tế và pháp luật - Tiếng Anh (X25) Ngữ văn - Giáo dục kinh tế và pháp luật - Tiếng Anh (X78) |
| 5   | 7510605      | Logistics và Quản lý chuỗi cung ứng    | Toán - Vật lí - Hóa học (A00) Toán - Vật lí - Tiếng Anh (A01) Ngữ văn - Toán -Tiếng Anh (D01) Ngữ văn - Toán - Vật lí (C01) Toán - Tin học - Tiếng Anh (X26) Toán - Ngữ văn - Tin học (X02) Toán - Vật lí - Tin học (X06) |
| 6   | 7340301      | Kế toán                                | Toán - Vật lí - Hóa học (A00) Toán - Vật lí - Tiếng Anh (A01) Ngữ văn - Toán -Tiếng Anh (D01) Ngữ văn - Toán - Địa lí (C04) Toán - Tin học - Tiếng Anh (X26) Toán - Ngữ văn - Tin học (X02) Toán - Vật lí - Tin học (X06) |
| 7   | 7340201      | Tài chính ngân hàng                    | Toán - Vật lí - Hóa học (A00) Toán - Vật lí - Tiếng Anh (A01) Ngữ văn - Toán -Tiếng Anh (D01) Ngữ văn - Toán - Địa lí (C04) Toán - Tin học - Tiếng Anh (X26) Toán - Ngữ văn - Tin học (X02) Toán - Vật lí - Tin học (X06) |
| 8   | 7340101      | Quản trị kinh doanh                    | Toán - Vật lí - Hóa học (A00) Toán - Vật lí - Tiếng Anh (A01) Ngữ văn - Toán -Tiếng Anh (D01) Ngữ văn - Toán - Địa lí (C04) Toán - Tin học - Tiếng Anh (X26) Toán - Ngữ văn - Tin học (X02) Toán - Vật lí - Tin học (X06) |
| 9   | 7340115      | Marketing                              | Toán - Vật lí - Hóa học (A00) Toán - Vật lí - Tiếng Anh (A01) Ngữ văn - Toán -Tiếng Anh (D01) Ngữ văn - Toán - Địa lí (C04) Toán - Tin học - Tiếng Anh (X26) Toán - Ngữ văn - Tin học (X02) Toán - Vật lí - Tin học (X06) |
| 10  | 7340120      | Kinh doanh quốc tế                     | Toán - Vật lí - Hóa học (A00) Toán - Vật lí - Tiếng Anh (A01) Ngữ văn - Toán -Tiếng Anh (D01) Ngữ văn - Toán - Địa lí (C04) Toán - Tin học - Tiếng Anh (X26) Toán - Ngữ văn - Tin học (X02) Toán - Vật lí - Tin học (X06) |
| 11  | 7810103      | Quản trị dịch vụ du lịch và lữ hành    | Toán - Vật lí - Hóa học (A00) Toán - Vật lí - Tiếng Anh (A01) Ngữ văn - Toán - Tiếng Anh (D01) Ngữ văn - Toán - Địa lí (C04) Ngữ văn - Lịch sử - Địa lí (C00) Toán - Hóa - Tiếng Anh (D07) Toán - Lịch sử - Địa lí (A07) Ngữ văn - Lịch sử - Tiếng Anh (D14) Ngữ văn - Địa lí - Tiếng Anh (D15) Toán - Địa lí - Giáo dục kinh tế và pháp luật (X21) Toán - Ngữ văn - Giáo dục kinh tế và pháp luật (X01) Toán - Giáo dục kinh tế và pháp luật - Tiếng Anh (X25) |
| 12  | 7810101      | Du lịch                                | Toán - Vật lí - Hóa học (A00) Toán - Vật lí - Tiếng Anh (A01) Ngữ văn - Toán - Tiếng Anh (D01) Ngữ văn - Toán - Địa lí (C04) Ngữ văn - Lịch sử - Địa lí (C00) Toán - Hóa - Tiếng Anh (D07) Toán - Lịch sử - Địa lí (A07) Ngữ văn - Lịch sử - Tiếng Anh (D14) Ngữ văn - Địa lí - Tiếng Anh (D15) Toán - Địa lí - Giáo dục kinh tế và pháp luật (X21) Toán - Ngữ văn - Giáo dục kinh tế và pháp luật (X01) Toán - Giáo dục kinh tế và pháp luật - Tiếng Anh (X25) |
| 13  | 7810201      | Quản trị khách sạn                     | Toán - Vật lí - Hóa học (A00) Toán - Vật lí - Tiếng Anh (A01) Ngữ văn - Toán - Tiếng Anh (D01) Ngữ văn - Toán - Địa lí (C04) Ngữ văn - Lịch sử - Địa lí (C00) Toán - Hóa - Tiếng Anh (D07) Toán - Lịch sử - Địa lí (A07) Ngữ văn - Lịch sử - Tiếng Anh (D14) Ngữ văn - Địa lí - Tiếng Anh (D15) Toán - Địa lí - Giáo dục kinh tế và pháp luật (X21) Toán - Ngữ văn - Giáo dục kinh tế và pháp luật (X01) Toán - Giáo dục kinh tế và pháp luật - Tiếng Anh (X25) |
| 14  | 7229030      | Việt Nam học                           | Ngữ văn - Toán -Tiếng Anh (D01) Ngữ văn - Toán - Địa lí (C04) Ngữ văn - Lịch sử - Địa lí (C00) Ngữ văn - Địa lí - Tiếng Anh (D15) Toán - Lịch sử - Địa lí (A07) Ngữ văn - Lịch sử - Tiếng Anh (D14) Ngữ văn - Giáo dục kinh tế và pháp luật - Tiếng Anh (X78) Ngữ văn - Địa lí - Giáo dục kinh tế và pháp luật (X74) Ngữ văn - Lịch sử - Giáo dục kinh tế và pháp luật (X70)                                                                                    |
| 15  | 7220201      | Ngôn ngữ Anh                           | Ngữ văn - Toán - Tiếng Anh (D01) Ngữ văn - Lịch sử - Tiếng Anh (D14) Ngữ văn - Địa lí - Tiếng Anh (D15) Ngữ văn - Giáo dục công dân - Tiếng Anh (D66) Ngữ văn - Giáo dục kinh tế và pháp luật - Tiếng Anh (X78) |
| 16  | 7620301      | Nuôi trồng thủy sản                    | Toán - Vật lí - Hóa học (A00) Toán - Vật lí - Tiếng Anh (A01) Toán - Hóa học - Sinh học (B00) Toán - Hóa học - Tiếng Anh (D07) Toán - Vật lí - Tin học (X06) Toán - Hóa học - Tin học (X10) Ngữ văn - Toán - Tiếng Anh (D01) |
| 17  | 7850103      | Quản lý đất đai                        | Toán - Vật lí - Hóa học (A00) Toán - Vật lí - Tiếng Anh (A01) Toán - Hóa học - Sinh học (B00) Ngữ văn - Toán - Tiếng Anh (D01) Toán - Vật lí - Tin học (X06) Toán - Hóa học - Tin học (X10) |
| 18  | 7540101      | Công nghệ thực phẩm                    | Toán - Vật lí - Hóa học (A00) Toán - Vật lí - Sinh học (A02) Toán - Vật lí - Tiếng Anh (A01) Ngữ văn - Toán - Vật lí (C01) Toán - Vật lí - Tin học (X06) Ngữ văn - Toán - Tiếng Anh (D01) |
| 19  | 7640101      | Thú y                                  | Toán - Hóa học - Sinh học (B00) Toán - Hóa học - Địa lí (A06) Toán - Sinh học - Địa lí (B02) Ngữ văn - Toán - Hóa học (C02) Toán - Hóa học - Tin học (X10) Toán - Sinh học - Tin học (X14) Ngữ văn - Toán - Tiếng Anh (D01) |
| 20  | 7510102      | Công nghệ kỹ thuật công trình xây dựng | Toán - Vật lí - Hóa học (A00) Toán - Vật lí - Sinh học (A02) Toán - Vật lí - Tiếng Anh (A01) Ngữ văn - Toán - Vật lí (C01) Toán - Vật lí - Tin học (X06) Toán - Vật lí - Công nghệ công nghiệp (X07) Ngữ văn - Toán - Tiếng Anh (D01) |
| 21  | 7510301      | Công nghệ Kỹ thuật điện, điện tử       | Toán - Vật lí - Hóa học (A00) Toán - Vật lí - Sinh học (A02) Toán - Vật lí - Tiếng Anh (A01) Ngữ văn - Toán - Vật lí (C01) Toán - Vật lí - Tin học (X06) Toán - Vật lí - Công nghệ công nghiệp (X07) Ngữ văn - Toán - Tiếng Anh (D01) |
| 22  | 7480201      | Công nghệ thông tin                    | Toán - Vật lí - Hóa học (A00) Toán - Vật lí - Sinh học (A02) Toán - Vật lí - Tiếng Anh (A01) Ngữ văn - Toán - Vật lí (C01) Toán - Vật lí - Tin học (X06) Toán - Vật lí - Công nghệ công nghiệp (X07) Toán - Tin học - Công nghệ công nghiệp (X56) Toán - Hóa học - Tin học (X10) Toán - Sinh học - Tin học (X14) Toán - Tin học - Tiếng Anh (X26) Toán - Ngữ văn - Tin học (X02) Ngữ văn - Toán - Tiếng Anh (D01)                                               |
| 23  | 7320104      | Truyền thông đa phương tiện            | Toán - Vật lí - Tiếng Anh (A01) Ngữ văn - Lịch sử - Địa lí (C00) Ngữ văn - Toán - Tiếng Anh (D01) Ngữ văn - Địa lí - Tiếng Anh (D15) Toán - Vật lí - Hóa học (A00) Toán - Ngữ văn - Tin học (X02) |
| 24  | 7210403      | Thiết kế đồ họa                        | Ngữ văn - Toán - Địa lí (C04) Ngữ văn - Toán - Tiếng Anh (D01) Toán - Địa lí - Tiếng Anh (D10) Ngữ văn - Địa lí - Tiếng Anh (D15) Toán - Vật lí - Hóa học (A00) Toán - Ngữ văn - Tin học (X02) Toán - Vật lí - Tin học (X06) Toán - Vật lí - Công nghệ công nghiệp (X07) |
| 25  | 7229030      | Văn học                                | Ngữ văn - Toán - Địa lí (C04) Ngữ văn - Lịch sử - Địa lí (C00) Ngữ văn - Lịch sử - Tiếng Anh (D14) Ngữ văn - Địa lí - Tiếng Anh (D15) Ngữ văn - Toán - Tiếng Anh (D01) |

### Văn bằng 2
1. Luật kinh tế
2. Quản trị kinh doanh
3. Kế toán
4. Tài chính - Ngân hàng
5. Dược học
6. Ngôn ngữ Anh

### Liên thông Cao đẳng lên Đại học
1. Ngôn ngữ Anh
2. Quản trị kinh doanh
3. Kế toán
4. Dược học
5. Điều dưỡng
6. Công nghệ kỹ thuật công trình xây dựng
7. Công nghệ thông tin

### Đào tạo từ xa
1. Ngôn Ngữ Anh